# أولاد عبد السلام (السوالم)
أولاد عبد السلام هو دُوَّار يقع بجماعة امنيع، إقليم سطات، جهة الدار البيضاء سطات في المملكة المغربية. ينتمي الدوّار لمشيخة السوالم التي تضم 13 دوار. يقدر عدد سكانه بـ 637 نسمة حسب الإحصاء الرسمي للسكان والسكنى لسنة 2004.

## روابط خارجية
- البوابة الوطنية للجماعات الترابية
- المندوبية السامية للتخطيط